# Dave Lombardo
Dave Lombardo (Havana, Cuba, 16 februari 1965) is een drummer die vooral bekend is geworden door de thrashmetalband Slayer. Later, vanaf 2010, drumde hij in zijn eigen band PHILM en was hij betrokken bij een aantal andere projecten. Op 1 maart 2022 werd bekendgemaakt dat hij teruggekeerd was bij Testament, waar hij in 1999 een album mee opnam.

## Jeugd
Lombardo is de jongste in een gezin van vier kinderen en hij verhuisde als tweejarige van Cuba naar de Verenigde Staten. De familie vestigde zich in South Gate, Californië. Op achtjarige leeftijd begon Lombardo op bongo's mee te spelen met nummers van Santana. Dit inspireerde hem om te gaan drummen en via de fanfare (wat hem helemaal niet beviel) ontwikkelde hij zichzelf als drummer. Later werd hij beïnvloed door bands als Led Zeppelin en KISS. Hij schrijft zich als tiener in voor een talentenjacht op school, die hij niet wint, maar waarmee hij zijn naam als drummer wel weet te vestigen, met name door een drumsolo die hij speelt in het Chuck Berry-nummer Johnny B. Goode.
Via verschillende coverbands richtte hij in 1979 de band Escape op. De band bracht hem geen succes en Lombardo zag zichzelf gedwongen een baan als pizzakoerier aan te nemen. Via dat werk kwam hij in 1981 in aanraking met Kerry King, die hem bij zijn band Dragonslayer vroeg. Op dat moment oefenden ze nog met covers van Iron Maiden en Judas Priest, maar al snel begonnen ze eigen nummers te schrijven, wat een mengeling moest worden van Britse heavy metal en Amerikaanse punkrock. Ze besloten de naam pakkender te maken en in te korten tot Slayer.

## Slayer
In Slayer ontwikkelt Lombardo zich tot een drummer die voor die tijd een uitzonderlijk goede beheersing heeft van drummen met een dubbele bassdrum. Slayer maakt onderdeel uit van de eerste generatie Bay Area thrashmetalbands en de drumstijl van Lombardo wordt daarbij beschouwd als zeer vernieuwend en zou later bijzonder invloedrijk blijken. Zijn gebruik van de dubbele basdrum leverde hem de titel 'the godfather of double bass'  ('de peetvader van de dubbele basdrum') op. Hij gebruikt altijd twee basdrums, in plaats van een dubbel pedaal op een enkele basdrum. De reden daarvoor is volgens hem dat “het vel dan meer tijd heeft om te resoneren”.
•“when you hit the bass drum the head is still resonating. When you hit it in the same place right after that you kinda get a 'slapback' from the bass drum head hitting the other pedal. You're not letting them breathe”.
Met Slayer neemt hij in 1983 het album Show No Mercy op. Zijn veelzijdigheid en zijn vermogen om langere periodes op hoge snelheid te spelen zorgen er mede voor dat de band zich onderscheidt van de dan geldende norm. Na het eveneens goed ontvangen album Hell Awaits (1985) neemt hij met Slayer in 1986 het album Reign in Blood op, wat beschouwd wordt als een van de belangrijkste albums binnen thrashmetal. Onenigheid over geld zorgt er echter voor dat hij zich in 1986 gedwongen ziet om Slayer te verlaten. Een jaar later keerde hij echter alweer terug. 	
Na zijn terugkeer neemt Slayer met Lombardo de albums South of Heaven (1988) en Seasons in the Abyss op. Ter promotie van het tienjarig bestaan van Slayer wordt in 1991 het dubbele livealbum Decade of Aggression uitgebracht. Dit livealbum opent de deur voor een hele nieuwe generatie fans en Slayer gaat ter promotie uitgebreid op tour. De vrouw van Dave Lombardo wordt zwanger en hij besluit een paar maanden terug te treden om bij de geboorte van zijn eerste kind te kunnen zijn. Hij wordt  vervangen door Jon Dette en later door Paul Bostaph.

### Testament
In 1999 doet Lombardo het drumwerk op het Testament-album The Gathering, als afronding van een "supergroup" met Steve DiGiorgio en James Murphy. Hij verlaat de band voor de wereldtournee van het album in 1999-2000.
Op 1 maart 2022 werd aangekondigd dat Lombardo zich weer bij Testament had vervoegd als vervanger van Gene Hoglan, die de band bijna twee maanden eerder had verlaten. Alex Skolnick zei in interviews: "when the new guy is your favorite drummer". Dave Lombardo wordt door de band (en in het algemeen) gezien als een van de beste drummers in het thrashmetal genre.

## Andere bands en projecten
In 1994 neemt Dave Lombardo de drums voor zijn rekening in de all star band Voodoocult. Zanger Philip Boa trekt naast Lombardo ook gitaristen Chuck Schuldiner (Death) en Mille Petrozza (Kreator) aan. Lombardo gebruikt deze band om naast de stijl die hem bekendheid bracht ook andere kanten van zijn kwaliteiten als drummer te belichten.
Een andere gitarist die betrokken is bij het project Voodoocult, is de Pool Waldemar Sorychta. Sorychta vraagt Lombardo voor de band Grip Inc. Daar maakt hij met wisselende inzet nog altijd deel van uit.
In 1999 voegt Lombardo zich bij Fantômas, samen met Mike Patton, van Faith No More. In 2010 richtte hij bovendien zelf een band op onder de naam PHILM, waar hij  tot nu toe twee albums mee op nam. De tijd die PHILM vergt en het gebrek aan waardering bij de laatste breuk maken het voor hem onwaarschijnlijk om ooit nog terug te keren bij Slayer.

## Gastoptredens
- Tussen 2003 en 2010 drumt Lombardo mee op enkele albums van Apocalyptica.
- In 2013 draagt hij met een gastoptreden bij aan het nummer Obsessed, op het album The Mediator Between Head and Hands Must Be the Heart van Sepultura.
- In 2004 valt hij samen met Joey Jordison in voor Metallica op het Download Festival, omdat Lars Ulrich onverwacht af moet zeggen.
- Op 16 januari 2020 trad Lombardo met diverse metalmuzikanten op bij Metal Allegiance, in Californië, een jaarlijks terugkerend concert met live-covers door artiesten. Met Gary Holt, die Jeff Hanneman in Slayer verving van 2011 t/m 2019, nog een aantal muzikanten, met als zanger Mark Osegueda, werden er vier bekende nummers van Slayer gespeeld, eindigend met Raining Blood en Angel of Death. De snelle drums met dubbele bassdrum overheersten, en in de zaal ontstond een grote moshpit.

## Terugkeer bij Slayer
Tien jaar na zijn vertrek bij Slayer keert hij in 2002 terug bij Slayer. Aanvankelijk is het de bedoeling dat hij slechts enkele shows invalt, maar de samenwerking bevalt dusdanig dat hij besluit te blijven. In de tussentijd blijft hij wel actief bij andere bands. Pas in 2006 neemt hij weer een album op met Slayer, getiteld Christ Illusion, waarmee Lombardo zeer veel positieve kritiek oogst. In 2009 neemt hij met Slayer World Painted Blood op. Op 30 mei 2013 ontstaat er een nieuw conflict over geld en dient hij wederom zijn ontslag in als drummer van Slayer. Hij wordt wederom vervangen door Paul Bostaph. Lombardo beweert aan alle nummers die op het nieuwe Slayer-album zullen gaan verschijnen bijgedragen te hebben.
Op de in 2019 door het tijdschrift Rolling Stone gepubliceerde ranglijst van 100 beste drummers in de geschiedenis van de popmuziek kreeg Dave Lombardo de 47e plaats toegekend.

## Discografie

### Actieve bands
Fantômas
- 1999 Fantômas  – Drums
- 2001 An Experiment in Terror (single)  – Drums
- 2001 The Director's Cut  – Drums
- 2002 Millennium Monsterwork (livealbum)  – Drums
- 2004 Delirium Còrdia  – Drums
- 2005 Suspended Animation  – Drums
- 2008 Kentish Town Forum – London 1st May 2006 (video)  – Achtergrondzang, drums
- 2013 Sugar Daddy Live Split Series 10 (split)  – Drums

Grip Inc.
- 1995 Ostracized (single)  – Drums, percussie
- 1995 Power of Inner Strength  – Drums, percussie
- 1997 Nemesis  – Drums, percussie
- 1999 Griefless (single)  – Drums, percussie
- 1999 Solidify  – Drums, percussie
- 2004 Incorporated  – Drums, percussie

Philm
- 2010 Philm B/W Dave Lombardo (single)  – Drums
- 2012 Harmonic  – Drums, percussie
- 2014 Fire from the Evening Sun  – Drums

### Vorige bands
Slayer
Drums (1982-1986, 1987-1992, 2001-2013) 
- 1983 Show No Mercy  – Drums
- 1984 Haunting the Chapel (ep)  – Drums
- 1984 Live Undead (livealbum)  – Drums
- 1985 Hell Awaits  – Drums
- 1985 Combat Tour Live: The Ultimate Revenge (split-video)  – Drums
- 1986 Postmortem (single)  – Drums
- 1986 Raining Blood (single)  – Drums
- 1986 Reign in Blood  – Drums
- 1986 Angel of Death (single)  – Drums
- 1987 River's Edge (split)  – Drums
- 1987 Criminally Insane (single)  – Drums
- 1988 Mandatory Suicide (single)  – Drums
- 1988 South of Heaven  – Drums
- 1990 Seasons in the Abyss (single)  – Drums
- 1990 Seasons in the Abyss  – Drums
- 1991 Decade of Aggression (livealbum)  – Drums
- 2004 Still Reigning (video)  – Drums
- 2006 Eternal Pyre (single)  – Drums
- 2006 Cult (Single)  – Drums
- 2006 Christ Illusion  – Drums
- 2006 Eyes of the Insane (single)  – Drums
- 2007 The Unholy Alliance (split-video)  – Drums
- 2009 Psychopathy Red (single)  – Drums
- 2009 Hate Worldwide (single)  – Drums
- 2009 World Painted Blood (single)  – Drums
- 2009 World Painted Blood  – Drums
- 2010 Exclusive Members Only dvd (video)  – Drums
- 2010 The Big 4: Live from Sofia, Bulgaria (split-video)  – Drums
- 2010 World Painted Blood / Atrocity Vendor (single)  – Drums

Melvins
- 2002 Millennium Monsterwork (livealbum)  – Achtergrondzang, drums

Testament
- 1999 The Gathering  – Drums

Voodoocult
- 1994 Jesus Killing Machine  – Drums

### Als gast
Apocalyptica
- 2003 Reflections  – Percussie (nummers 1, 2, 4, 8 en 10)
- 2005 Apocalyptica  – Drums ("Betrayal Forgiveness")
- 2007 Worlds Collide  – Drums ("Last Hope")
- 2010 7th Symphony  – Drums (nummer 4)

Pro-Fé-Cia
- 2005 Hechos de Metal  – Drums (nummer 11)

Sepultura
- 2013 The Mediator Between Head and Hands Must Be the Heart  Drums ("Obsessed")

## Kunst
Dave Lombardo is eveneens een beeldende kunstenaar. Zijn eerste "rhythm-on-canvascollectie" verscheen in november 2014 voorpubliek. De eerste collectie bestaat uit dertien werken.
- Bibsys: 6033141
- Bibliothèque nationale de France: cb142001904 (data)
- Gemeinsame Normdatei: 135405513
- International Standard Name Identifier: 0000 0000 5698 7239
- Library of Congress Control Number: no99004936
- MusicBrainz: 092476a6-948e-4122-97d0-5883d45d3847
- Nationale Bibliotheek van Tsjechië: xx0201673
- Nederlandse Thesaurus van Auteursnamen: 192615068
- Virtual International Authority File: 80163365
- WorldCat: E39PBJcwGYTx6Br6YwcHgwWkXd